# The Loneliest City of All
"The Loneliest City of All" är en rocklåt komponerad av Maria Andersson och Josephine Forsman med text av Andersson. Den spelades in av Sahara Hotnights 2007 och utgör andra spår på gruppens fjärde studioalbum What If Leaving Is a Loving Thing. Den var albumets tredje och sista singel, utgiven 17 december 2007.
"The Loneliest City of All" producerades av Björn Yttling och spelades in i Decibel Studios och Atlantis Studio. Den mixades i Decibel Studios av Yttling och Lasse Mårtén och mastrades i Masters of Audio av Henrik Jonsson.
Låten låg tio veckor på Tracks mellan den 5 januari och 8 mars 2008. Första veckan låg den på sjätte plats, vilken också blev dess bästa placering.

## Låtlista
Digital nedladdning
1. "The Loneliest City of All" – 3:44

Remix
1. "The Loneliest City of All" (2008 Remix by Kleerup) – 4:34

## Medverkande
Sahara Hotnights
- Maria Andersson – sång, gitarr
- Jennie Asplund – gitarr
- Johanna Asplund – bas
- Josephine Forsman – trummor

Övriga musiker
- John Eriksson – slagverk
- Thomas Tjärnkvist – akustisk gitarr
- Björn Yttling – piano

Produktion
- Tommy Andersson – assisterande ljudtekniker
- Hansi Friberg – manager
- Janne Hansson – ljudtekniker
- Henrik Jonsson – mastering
- Lasse Mårtén – ljudtekniker, ljudmix
- Walse Custom Design – formgivning
- Björn Yttling – producent, ljudtekniker, ljudmix
- Stefan Zschernitz – fotografi